# جوخه انتحار (فیلم ۲۰۲۱)
جوخهٔ انتحار (انگلیسی: The Suicide Squad) یک فیلم ابرقهرمانی آمریکایی در سال ۲۰۲۱ بر پایهٔ تیم جوخه انتحار از دی‌سی کامیکس است. تولید این فیلم بر عهدهٔ دی‌سی فیلمز، اطلس انترتینمنت و سفرن کمپانی بوده است و از طریق برادران وارنر پیکچرز توزیع شده است. این دنباله‌ای مستقل بر جوخه انتحار (۲۰۱۶) است و دهمین فیلم در دنیای توسعه‌یافته دی‌سی محسوب می‌شود. نویسندگی و کارگردانی این فیلم بر عهدهٔ جیمز گان است و در آن گروه بازیگران متشکل از مارگو رابی، ادریس البا، جان سینا، یوئل کینامان، سیلوستر استالونه، وایولا دیویس، جای کورتنی و پیتر کاپالدی ایفای نقش می‌کنند. در این فیلم، نیروی ویژه‌ای از مجرم‌ها برای تخریب آزمایشگاه دوران نازی و رویارویی با غول بیگانهٔ استارو اعزام می‌شوند.
دیوید آیر قرار بود تا مارس ۲۰۱۶ به عنوان کارگردان دنبالهٔ جوخهٔ انتحار برگردد، اما در دسامبر تصمیم گرفت به جای آن فیلم سیرن‌های گاتهام سیتی را توسعه دهد. برادران وارنر پیش از استخدام گاوین اوکانر در سپتامبر ۲۰۱۷ چندین کارگردان جایگزین را در نظر گرفتند. او در اکتبر ۲۰۱۸ آنجا را ترک کرد و گان پس از اخراج موقت توسط دیزنی و مارول استودیوز به عنوان کارگردان نگهبانان کهکشان بخش ۳ (۲۰۲۳)، برای نوشتن و کارگردانی این فیلم استخدام شد. او از فیلم‌های جنگی و کمیک‌های جوخهٔ انتحار جان اوستراندر در دههٔ ۱۹۸۰ الهام گرفت و تصمیم گرفت شخصیت‌های جدیدی را در داستانی جدا از روایت فیلم نخست ایجاد کند؛ هر چند برخی از بازیگران از جوخهٔ انتحار بر می‌گردند. فیلم‌برداری در سپتامبر ۲۰۱۹ در آتلانتا، جورجیا آغاز شد و در فوریه ۲۰۲۰ در پاناما به پایان رسید.
جوخهٔ انتحار در ۳۰ ژوئیه ۲۰۲۱ به صورت سینمایی در پادشاهی متحده و در ۵ اوت در ایالات متحده منتشر شد و یک روز بعد به مدت یک ماه در اچ‌بی‌او مکس به صورت استریم پخش شد. این فیلم با بازخوردهای مثبت از سوی منتقدان روبرو شد. کارگردانی گان، سبک بصری و شوخ‌طبعی بی ادبانهٔ فیلم مورد تحسین منتقدان قرار گرفت و به پیشرفت قابل توجهی نسبت به نسخه قبلی خود اشاره کردند. مجموعه تلویزیونی اسپین‌آف صلح‌طلب با بازی سینا در ژانویه ۲۰۲۲ در سرویس اچ‌بی‌او مکس پخش شد.

## داستان
افسر اطلاعاتی «آماندا والر»، دو تیم متشکل از زندانیان زندان Belle Reve را که به «جوخه انتحار» معروف اند را گردآوری می‌کند و آن‌ها موافقت می‌کنند تا در ازای تخفیف در مجازاتشان، مأموریتی را برای والر انجام دهند. پس از سرنگونی دولت کشور کورتو مالت واقع در آمریکای جنوبی توسط یک رژیم ضدآمریکایی، این دو تیم به آن جا فرستاده می‌شوند و مأموریت آن‌ها تخریب آزمایشگاه دوران نازی به نام یوتنهایم است که در آن آزمایش مخفیانه ای به نام «پروژه ستاره دریایی» در حال انجام است.
تیم اول که توسط سرهنگ ریک فلگ رهبری می‌شود، در هنگام فرود تقریباً به‌طور کامل توسط ارتش کورتو مالت منهدم می‌شوند. این حواس‌پرتی به تیم دیگر این فرصت را می‌دهد تا بی سروصدا وارد جزیره شوند. تیم دوم توسط قاتلی به نام بلاداسپورت هدایت می‌شود (که این مأموریت را پذیرفت تا مانع حبس شدن دخترش در Belve Reve شود) که متشکل از پیس‌میکر، کینگ شارک، پولکا دات من و شکارچی موش ۲ است. آن‌ها سرهنگ فلگ را در اردوگاه اصلی سربازان شورشی پیدا می‌کنند و رهبر آن‌ها سول سوریا را متقاعد می‌کنند تا به آن‌ها کمک کند.
هارلی کوئین از حمله به تیم اول جان سالم به در می‌برد و توسط دولت کورتو مالت اسیر می‌شود. او از برنامه‌های رژیم جدید برای استفاده از پروژه ستاره دریایی علیه سایر کشورها مطلع می‌شود و رئیس جمهور را به قتل می‌رساند. در پایتخت کورتو مالت، تیم دوم «متفکر»، دانشمند اصلی مسئول پروژه ستاره دریایی را می‌ربایند. هارلی فرار می‌کند و به بقیه تیم می‌پیوندد و از متفکر برای نفوذ به یوتنهایم استفاده می‌کنند. سپس در کل ساختمان مواد منفجره کار می‌گذراند و در همین حین، فلگ و شکارچی موش ۲ به همراه متفکر وارد آزمایشگاه زیرزمینی می‌شوند.
متفکر فاش می‌کند که پروژه ستاره دریایی در واقع «استاروی فاتح»، یک ستاره دریایی غول پیکر بیگانه است که نسخه‌های کوچکتر و انگلی از خود برای کشتن و تسلط بر مردم ایجاد می‌کند و آن‌ها را به بخشی از مغز خود تبدیل می‌کند. استارو توسط دولت ایالات متحده به زمین آورده شده و طی سی سال گذشته به‌طور مخفیانه آزمایش‌ها خود را در کورتو مالت انجام می‌داد و از هزاران شهروند جزیره به عنوان موش آزمایشگاهی استفاده می‌کرد.
فلگ که با شنیدن این حرف‌ها خشمگین شده، تصمیم می‌گیرد هارد دیسک حاوی مدارک این افشاگری را منتشر کند، اما توسط پیس‌میکر که تحت دستورها مخفیانه والر قرار دارد تا بر دخالت‌های ایالات متحده در این آزمایش‌ها سرپوش بگذارد، کشته می‌شود. در همین حین، درگیری بین تیم و ارتش کورتو مالت باعث می‌شود تا «مرد پولکا داتی» به‌طور تصادفی مواد منفجره را پیش از موعد منفجر می‌کند. با فروریختن ساختمان، پیس‌میکر سعی می‌کند شکارچی موش ۲ را به دلیل اینکه حقیقت را در مورد استارو می‌داند ازبین ببرد، اما بلاداسپورت به او شلیک می‌کند و مانع او می‌شود.
استارو از آزمایشگاه تخریب شده فرار کرده و متفکر و بسیاری از ارتشی‌ها را می‌کشد و کنترل مردم جزیره را در دست می‌گیرد. والر به تیم می‌گوید که مأموریت آن‌ها با نابودی یوتنهایم به پایان رسیده است، اما بلاداسپورت تصمیم می‌گیرد از او سرپیچی کرده و هم تیمی‌هایش را در نبرد با استارو رهبری کند. والر سعی می‌کند تیم را بخاطر این سرپیچی از بین ببرد، اما زیردستانش مانع او می‌شوند. در طول نبرد، پولکا دات‌من کشته می‌شود، هارلی چشم استارو را سوراخ می‌کند و شکارچی موش ۲ موش‌های شهر را فرامی خواند تا استارو را از داخل بجوند. با پراکنده شدن ارتش، سوریا رهبر گروه مخالفان رژیم، کنترل دولت را در دست می‌گیرد و وعدهٔ یک انتخابات دموکراتیک را می‌دهد. بلاداسپورت والر را مجبور می‌کند تا او و هم تیمی‌های بازمانده اش را در ازای سکوت کردن از زندان آزاد کنند و تیم با هواپیما از کورتو مالت خارج می‌شود. در صحنه پس از تیتراژ نشان داده می‌شود که پیس‌میکر زنده است و تحت مراقبت زیردستان والر است.

## بازیگران
- مارگو رابی در نقش دکتر هارلین کوینزل / هارلی کویین: مجرم دیوانه و روان‌پزشک سابق.
- ادریس البا در نقش رابرت دوبویس / بلاداسپورت
- جان سینا در نقش کریستوفر اسمیت / صلح‌طلب: قاتلی بی‌رحم که معتقد به دستیابی صلح به هر قیمتی است
- وایولا دیویس در نقش آماندا والر: مؤسس اولین جوخه انتحار و یک مقام دولتی که برنامه نیروی ویژه ایکس را سازماندهی می‌کند.
- یوئل کینامان در نقش ریک فلگ: افسر ارتش و رهبر تیم جوخه انتحار اولیه، که اکنون فرمانده جوخه جدید شده است
- جای کورتنی در نقش جرج دیگر هارکنس / کاپیتان بومرنگ: دزدی روانی که از بومرنگ به عنوان سلاح استفاده می‌کند
- پیتر کاپالدی در نقش کلیفورد دیوو / اندیشه‌گر: یک ابرشرور بسیار باهوش با توانایی کنترل ذهن و دورجنبی، که عضو جدید جوخه انتحار نیز است.
- آلیس براگا در نقش سول سریا: انقلابی از آمریکای جنوبی و متحد جدید جوخه انتحار
- پیت دیویدسون در نقش ریچارد هرتز / بلک گارد: یک مزدور و از اعضای جدید جوخه انتحار
- مایکل روکر در نقش برایان دورلین
- ناتان فیلیون در نقش فلوید بلکین
- دانیلا ملچیور در نقش شکارچی موش
- سیلوستر استالونه صداپیشه کینگ شارک
- شان گان در نقش جان مونرو / ویزل
- تایکا وایتیتی در نقش پدر شکارچی موش
- دیوید دستمالچیان در نقش ابنر کریل/پولکا دات‌من
- خواکین کوسیو در نقش ماتئو سوارز
- خوان دیه‌گو بوتو در نقش سیلویو لونا: دیکتاتور بی‌رحم آمریکای جنوبی
- فلولا بورگ در نقش زوبین